# Suni
Suni (sardinski: Sùne) je grad i općina (comune) u pokrajini Oristanu u regiji Sardiniji, Italija. Nalazi se na nadmorskoj visini od 340 metara i ima 1 092 stanovnika.
 Prostire se na 47,46 km². Gustoća naseljenosti je 23 st/km².
Susjedne općine su: Bosa, Flussio, Modolo, Pozzomaggiore, Sagama, Sindia i Tinnura.